# SH3GLB1
SH3GLB1 (англ. SH3 domain containing GRB2 like, endophilin B1) – білок, який кодується однойменним геном, розташованим у людей на короткому плечі 1-ї хромосоми.  Довжина поліпептидного ланцюга білка становить 365 амінокислот, а молекулярна маса — 40 796.
| 10         |  | 20         |  | 30         |  | 40         |  | 50         |
| ---------- |  | ---------- |  | ---------- |  | ---------- |  | ---------- |
| MNIMDFNVKK |  | LAADAGTFLS |  | RAVQFTEEKL |  | GQAEKTELDA |  | HLENLLSKAE |
| CTKIWTEKIM |  | KQTEVLLQPN |  | PNARIEEFVY |  | EKLDRKAPSR |  | INNPELLGQY |
| MIDAGTEFGP |  | GTAYGNALIK |  | CGETQKRIGT |  | ADRELIQTSA |  | LNFLTPLRNF |
| IEGDYKTIAK |  | ERKLLQNKRL |  | DLDAAKTRLK |  | KAKAAETRNS |  | SEQELRITQS |
| EFDRQAEITR |  | LLLEGISSTH |  | AHHLRCLNDF |  | VEAQMTYYAQ |  | CYQYMLDLQK |
| QLGSFPSNYL |  | SNNNQTSVTP |  | VPSVLPNAIG |  | SSAMASTSGL |  | VITSPSNLSD |
| LKECSGSRKA |  | RVLYDYDAAN |  | STELSLLADE |  | VITVFSVVGM |  | DSDWLMGERG |
| NQKGKVPITY |  | LELLN      |  |            |  |            |  |            |

A: Аланін

C: Цистеїн

D: Аспарагінова кислота

E: Глутамінова кислота

F: Фенілаланін

G: Гліцин

H: Гістидин

I: Ізолейцин

K: Лізин

L: Лейцин

M: Метіонін

N: Аспарагін

P: Пролін

Q: Глутамін

R: Аргінін

S: Серин

T: Треонін

V: Валін

W: Триптофан

Кодований геном білок за функцією належить до фосфопротеїнів. 
Задіяний у таких біологічних процесах як апоптоз, автофагія, ацетиляція, альтернативний сплайсинг. 
Білок має сайт для зв'язування з ліпідами. 
Локалізований у цитоплазмі, мембрані, мітохондрії, цитоплазматичних везикулах, зовнішній мембрані мітохондрій, апараті гольджі.